# Johann Wilhelm Hertel
Johann Wilhelm Hertel (Eisenach, 9 de octubre de 1727-14 de junio de 1789) fue un compositor alemán y gran clavecinista y violinista.

## Biografía
Nació en una familia de músicos. Su padre, Johann Christian Hertel (1697-1754) era Konzertmeister (desde 1733) y director de música en la corte de Eisenach, mientras que su abuelo, Jakob Christian Hertel (ca. 1667 - ca. 1726), fue Kapellmeister en Oettingen y más tarde en Merseburg . A una edad temprana Johann Wilhelm acompañó a su padre, un violista consumado, de gira en el clavecín. También aprendió a tocar el violín, que estudió con Franz Benda. En 1742 llegó con su padre a Mecklemburgo-Strelitz donde profundizó su práctica musical en ambos instrumentos y comenzó a dar clases de música. Entre sus alumnos se encontraba Carl Friedrich Christian Fasch (1736-1800). Después de continuar con sus estudios de música en Zerbst y Berlín, Hertel se trasladó al ducado de Mecklemburgo -Schwerin, donde realizó una exitosa carrera, primero como director y después se convirtió en compositor de la corte, y del mismo modo continuó con la enseñanza. Durante el reinado del duque  Christian Ludwig II, Hertel escribió música instrumental principalmente representativa, mientras que durante el reinado de su sucesor, el duque  Federico II (denominado el piadoso) se centró en la música sacra. En 1770 fue nombrado consejero de la corte y se desempeñó también como secretario privado de la princesa de Ulrike. Hertel murió en el Schwerin en 1789.
Hertel escribió un gran número de sinfonías, conciertos para solistas, sonatas, canciones, himnos, cantatas y oratorios. Es considerado un importante representante del "estilo emocional" del alemán pre-clásico.

## Obras
- Sei Sonate per Cembalo op. 1, Nürnberg, 1756
- Concierto para trompeta y oboe ( doble concierto )
- Concierto para fagot en La menor
- Sonata a Quattro para dos trompetas y dos fagotes (en Mi bemol)
- Concierto para 8 timbales, viento y cuerdas